# Campeonato Carioca 1934
In 1934 werd het 29ste Campeonato Carioca gespeeld voor voetbalclubs uit de toen nog Braziliaanse hoofdstad Rio de Janeiro. 
Er waren nog steeds meerdere competities. De AMEA (Associação Metropolitana de Esportes Athleticos) organiseerde de amateurcompetitie, die gespeeld werd van 8 april tot 10. Confiança, SC Brasil, Cocotá, Engenho de Dentro en River verlieten de competitie na enkele wedstrijden. Omdat Andarahy en Portuguesa een wedstrijd meer gespeeld hadden werd er ook een tweede tabel gemaakt met hierin het aantal punten dat de clubs verloren hadden, ook hier bleef Botafogo de beste. 
De LFC (Liga Carioca de Futebol) organiseerde een profcompetitie van 1 april tot 12 augustus. Vasco da Gama werd kampioen. 

## Eindstand - AMEA
| Plaats | Club       | Wed. | W | G | V | Saldo | Ptn. |
| ------ | ---------- | ---- | - | - | - | ----- | ---- |
| 1.     | Botafogo   | 8    | 6 | 1 | 1 | 21:10 | 13   |
| 2.     | Mavílis    | 8    | 4 | 1 | 3 | 24:21 | 9    |
| 2.     | Andarahy   | 8    | 3 | 3 | 2 | 17:14 | 9    |
| 4.     | Olaria     | 8    | 3 | 1 | 4 | 10:13 | 7    |
| 5.     | Portuguesa | 8    | 1 | 0 | 7 | 8:22  | 2    |

|  | Kampioen |

| Plaats | Club       | Wed. | W | G | V  | Saldo | -Ptn. |
| ------ | ---------- | ---- | - | - | -- | ----- | ----- |
| 1.     | Botafogo   | 11   | 7 | 2 | 2  | 31:17 | 6     |
| 2.     | Andarahy   | 12   | 7 | 3 | 2  | 32:18 | 7     |
| 3.     | Olaria     | 11   | 6 | 1 | 4  | 23:18 | 9     |
| 3.     | Mavílis    | 11   | 6 | 1 | 4  | 29:26 | 9     |
| 5.     | Portuguesa | 12   | 1 | 1 | 10 | 15:35 | 21    |

|  | Kampioen |

### Kampioen
| Campeonato Carioca de 1934   |
| Rio de Janeiro               |
| ---------------------------- |
| BOTAFOGO Kampioen (8° titel) |

### Topschutters
| Speler            | Speler   | Goals | Club     |
| ----------------- | -------- | ----- | -------- |
| Vlag van Brazilië | Bianco   | 18    | Andarahy |
| Vlag van Brazilië | Nilo     | 10    | Botafogo |
| Vlag van Brazilië | Beijinho | 8     | Botafogo |
| Vlag van Brazilië | Aragão   | 7     | Mavílis  |
| Vlag van Brazilië | Ary      | 7     | Mavílis  |

## Eindstand - LFC
| Plaats | Club             | Wed. | W | G | V | Saldo | Ptn. |
| ------ | ---------------- | ---- | - | - | - | ----- | ---- |
| 1.     | Vasco da Gama    | 12   | 8 | 2 | 2 | 28:16 | 18   |
| 2.     | São Cristóvão AC | 12   | 5 | 4 | 3 | 15:15 | 14   |
| 3.     | America          | 12   | 4 | 5 | 3 | 24:19 | 13   |
| 3.     | Bangu            | 12   | 6 | 1 | 5 | 24:30 | 13   |
| 5.     | Fluminense       | 12   | 4 | 3 | 5 | 24:22 | 11   |
| 6.     | Flamengo         | 12   | 4 | 2 | 6 | 35:29 | 10   |
| 7.     | Bonsucesso       | 12   | 2 | 1 | 9 | 19:38 | 5    |

|  | Kampioen |

### Kampioen
| Campeonato Carioca de 1934        |
| Rio de Janeiro                    |
| --------------------------------- |
| VASCO DA GAMA Kampioen (4° titel) |

### Topschutters
| Speler            | Speler     | Goals | Club          |
| ----------------- | ---------- | ----- | ------------- |
| Vlag van Brazilië | Alfredinho | 10    | Flamengo      |
| Vlag van Brazilië | Tião       | 9     | Bangu         |
| Vlag van Brazilië | Gradim     | 9     | Vasco da Gama |
| Vlag van Brazilië | Nélson     | 8     | Flamengo      |
| Vlag van Brazilië | Fassora    | 7     | America       |
| Vlag van Brazilië | Nena       | 7     | Vasco da Gama |